# Metro 2033 (joc video)
Metro 2033 este un joc video first person shooter survival-horror, bazat pe romanul Metro 2033 al scriitorului rus Dmitri Gluhovski. Metro 2033 a fost dezvoltat de 4A Games în Ucraina și lansat pentru platformele Microsoft Windows și Xbox 360 în martie 2010.

## Povestea
In 2013, lumea a fost devastată de un eveniment apocaliptic, care a anihilat aproape toată umanitatea și care a transformat Pământul într-o lume otrăvită. Puternicii supravețuitori poartă lupte la suprafața Moscovei și umanitatea este condusă de o nouă forță a întunericului. Anul este 2033. O întreagă generație s-a născut la suprafață, și în toate orașele Metro-Station. Ei se străduiesc să supraviețuiască împreună și să înfrângă mutanții care îi așteaptă afară. Numele tău este Artyom. Vei trece prin diferite evenimente ca să aduci lumea înapoi la normal.